# Wendy Wyvill
Wendy Wyvill – kanadyjska snowboardzistka. Nie startowała na igrzyskach olimpijskich ani na mistrzostwach świata w snowboardzie. Najlepsze wyniki w Pucharze Świata osiągnęła w sezonie 1996/1997, kiedy to zajęła 41. miejsce w klasyfikacji generalnej.

## Sukcesy

### Puchar Świata

#### Miejsca w klasyfikacji generalnej
- 1996/1997 - 41.
- 1997/1998 - 49.

#### Miejsca na podium
1. Whistler – 14 grudnia 1997 (Snowcross) - 3. miejsce